# Epeolus scutellaris
Epeolus scutellaris là một loài Hymenoptera trong họ Apidae. Loài này được Say mô tả khoa học năm 1824.